# 2,3,7,8-tetrachloordibenzo-p-dioxine
2,3,7,8-tetrachloordibenzo-p-dioxine (2,3,7,8-TCDD of TCDD) is een dioxine dat als ongewenst bijproduct ontstaat bij onvolledige verbranding van organisch materiaal. Het kan vrijkomen in het milieu tijdens het verbranden van fossiele brandstoffen, hout en industriële afvalstoffen. Het veroorzaakt chlooracne bij mensen, een zware acneachtige aandoening.
Het is bekend als een ontwikkelingsvergif bij dieren, welke botafwijkingen, nierfalen en verminderde immuunsysteem in jonge dieren veroorzaakt als ze tijdens zwangerschap aan TCDD zijn blootgesteld. Medische studies hebben een relatie aangetoond tussen TCDD en sarcomatose, lymfeklierafwijkingen en maagkanker. TCDD is ook ingedeeld als een kankerverwekkende stof bij mensen.

## Toepassing
TCDD wordt niet met opzet geproduceerd door de industrie. Het kan onopzettelijk worden geproduceerd in zeer kleine hoeveelheden tijdens het verbranden van (industriële) afvalstoffen en tijdens de productie van bepaalde chemicaliën. De enige huidige toepassing van TCDD is in chemisch onderzoek.

## Fysieke kenmerken
TCDD is een kleurloze vaste stof zonder kenmerkende geur, vrijwel onoplosbaar in water en met een verwaarloosbare dampdruk. De chemische formule voor TCDD is C12H4Cl4O2. Het is een van de polychloordibenzo-p-dioxinen; deze stoffen zijn zeer persistent in het milieu, en zijn wijd verspreid terug te vinden in zeer lage concentraties, in de orde van fg/m3 in lucht en ng/kg in de bodem. Ze hebben een hoge octanol-water-partitiecoëfficiënt, hetgeen betekent dat ze zich opstapelen in de voedselketen. Deze stoffen zijn gereguleerd door het Verdrag van Stockholm inzake persistente organische verontreinigende stoffen.